# Nucèria Alfaterna

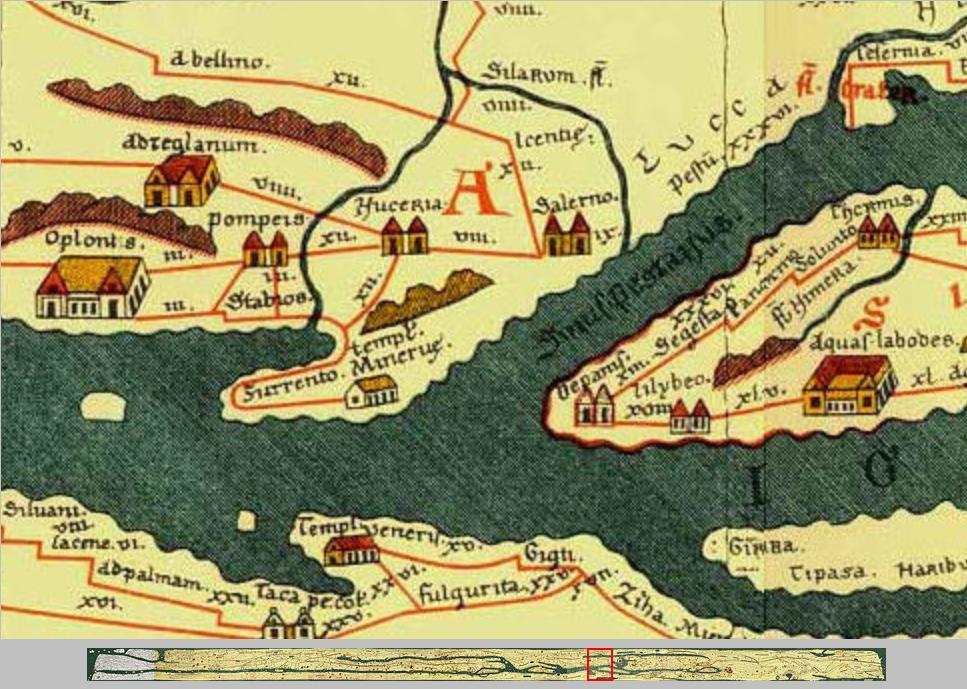
Situació de Nucèria Alfaterna en un mapa antic (Taula de Peutinger)

Nucèria Alfaterna o Nucèria de Campània fou una ciutat de Campània a uns 25 km al sud-est de Nola, a la vora el riu Sarnus i a 15 km de la seva desembocadura. El nom d'Alfaterna se suposa que el portava perquè fou la capital d'un grup ètnic anomenat els alfaterni, el qual esmenta Plini com un poble de Campània. A les monedes apareix el gentilici com Nucerini Alfaterni (Nucerinum Alafaternum).

## Història

### Prehistòria
S'han trobat restes que indiquen que aquest indret va estar poblat en l'edat del bronze (2000-1800 aC circa), però que possiblement es devien traslladar per formar la veïna ciutat de Palma Campània.

### Fundació
Segons l'historiador Gennaro Orlando, l'antiga Nucèria Alfaterna va ser fundada pels etruscs en un territori que pertany a l'actual municipi de Nocera Superiore, al segle vi aC. Aquest autor es basa en els comentaris de Servi Maure Honorat sobre l'Eneida on es parla de l'assentament a la zona dels pelasgs procedents d'Àsia.

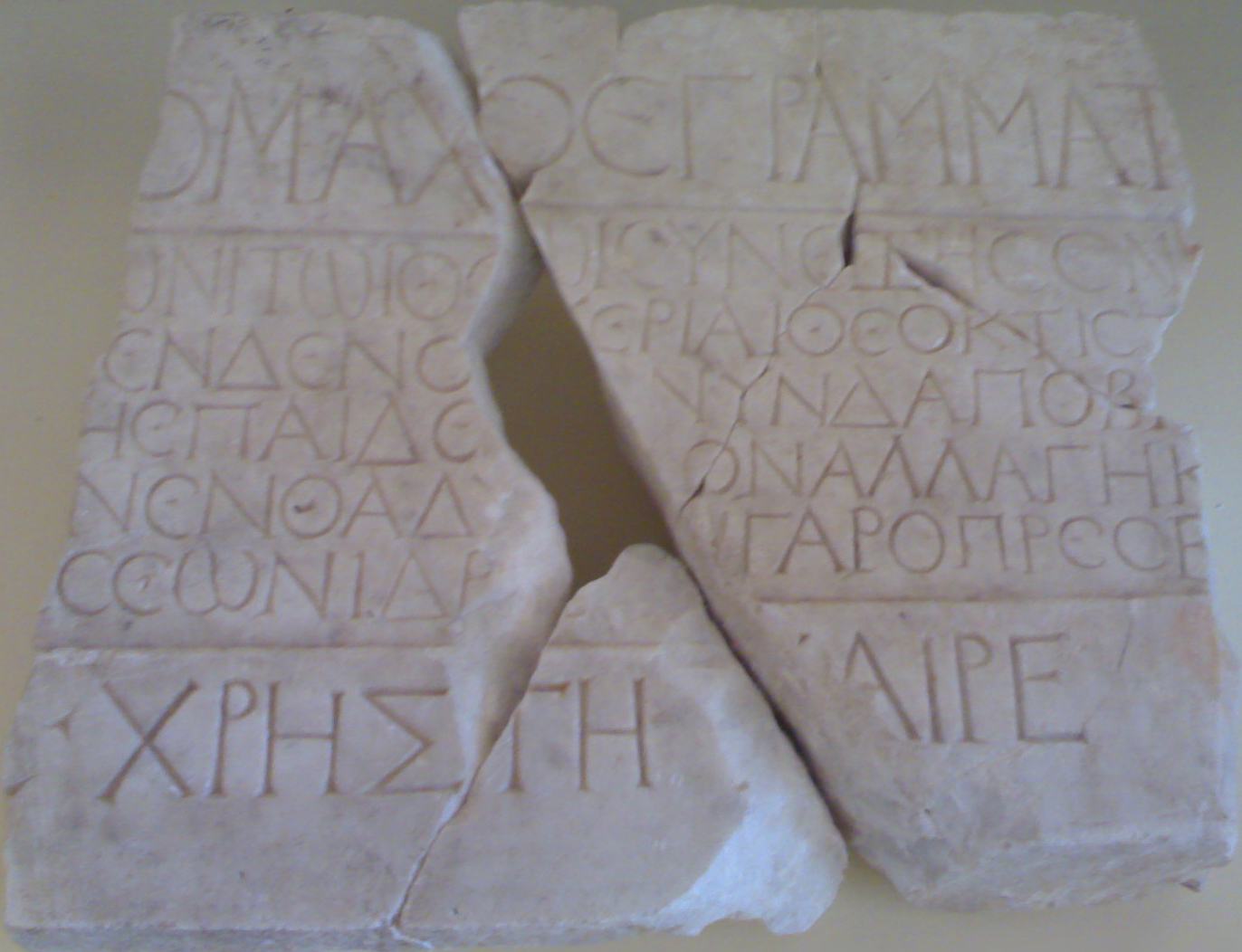
Inscripció ΘΕΟΚΤΙCT/OC/ (fundada per un déu)

En una inscripció escrita en alfabet grec, l'alfabet emprat pels etruscs, datada en el segle I dC i conservada al museu arqueològic de la contrada, es diu que aquesta ciutat va ser fundada per un déu ΘΕΟΚΤΙCT/OC/ (theóktistos), però part de la inscripció s'ha perdut i no es pot saber a quin déu s'atribueix la fundació.
Hi ha una llegenda que diu que Nucera era el nom d'una princesa etrusca, la qual va fugir per evitar un matrimoni que volia imposar-li el seu pare. Després d'un temps el pare la va trobar morta en aquest lloc i en memòria d'ella va fundar una ciutat amb el seu nom. Aquest mite, sense fonament històric que el demostri, podria haver-se creat per poetes posteriors; altres prefereixen donar suport a la teoria que el seu nom es deu a un antic bosc de noguers presents a la zona en el moment de la fundació. En honor a aquesta llegenda la ciutat tenia al seu escut un dibuix d'un noguer del qual queien dues nous d'or. En realitat la paraula Nucèria no ve de nou (fruit del noguer), sinó de nou (nova), perquè es va fundar per segona vegada.

### Domini samnita
Després de la derrota dels etruscs de la Campània en les seves guerres contra els grecs (la primera iniciada el 524 aC i la darrera la batalla naval de Cumes el 474 aC), la ciutat va passar a ser ocupada pels samnites. El nom de la ciutat és testimoni d'aquesta refundació sobre les restes de l'anterior. Literalment vol dir: Nuova (=nuv) Roca (=krin) dels Alfaterni.

El topònim dels samnites Nuvkrinum Alafaternum, fou llatinitzat en la forma Nuceria Alfaterna, que als textos grecs apareix com a Νουκερία (noukeria).

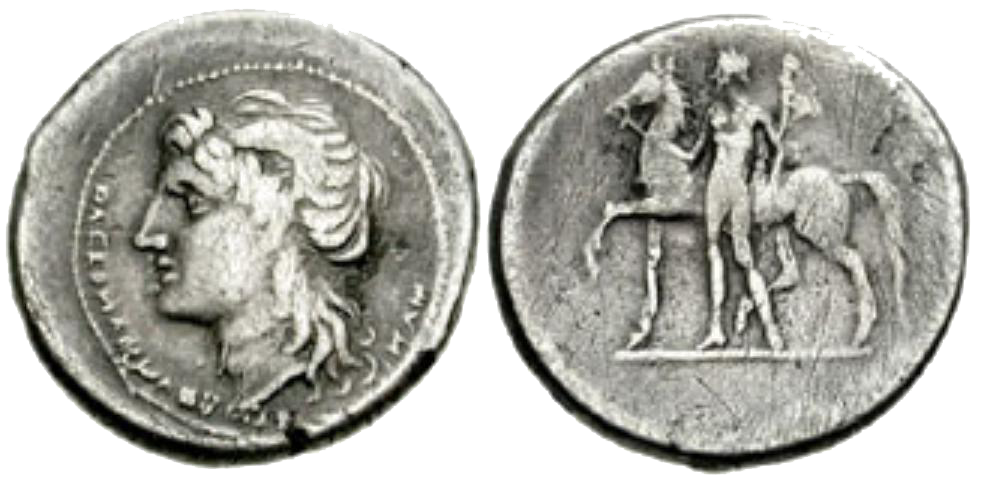
Cap d'Apol·lo;inscripció: Nuvkrinum Alafaternum. Anvers:Dioscurs amb cavalls i ceptre

Estrabó i Plini el Vell, van esmentar l'existència d'aquesta ciutat, situada a la vora del riu Sarno, a nou milles de la seva desembocadura i 16 quilòmetres al sud-est de Nola. De fet, el riu està bastant lluny de la ciutat, però el subministrament d'aigua procedeix del seu afluent, el Cavaiola, i de nombroses fonts presents en Montalbino.
Es creu que en aquesta època la ciutat tenia una agricultura i relacions comercials pròsperes, ja que encunyaven les seves pròpies monedes i fins al segle V aC fou la capital de la Confederació samnita meridional.

### Època Romana
Apareix a la història de Roma el 315 aC durant la segona guerra samnita quan la ciutat era amiga i aliada de Roma, però va abandonar l'aliança i es va posar al costat dels samnites. El 308 aC fou castigada pel cònsol Fabi que va envair el seu territori, va assetjar la ciutat, i la va obligar a sotmetre's.
Torna a aparèixer a la Segona Guerra Púnica, el 216 aC, quan Hanníbal, després de fracassar davant Nola, la va atacar i assetjar i la ciutat es va rendir per gana. Apià diu que el cartaginès va arribar a un acord amb la població, que els permetia sortir de la ciutat amb "dos peces cada un", però "va matar els senadors tancant-los a les termes i sufocant-los amb la calor." Però segons Titus Livi, Aníbal, amb ganes d'arribar a un acord amb els pobles itàlics que havien fet seu costat als romans, va permetre a la ciutadania a sortir de la ciutat amb dos articles de roba.
El cert és que la ciutat fou saquejada i destruïda i els habitants van fugir a altres llocs de Campània. Els romans els van restaurar a la ciutat el 210 aC però com que estava destruïda es van fixar a Atella, els habitants de la qual foren transferits a Calàtia. Tot i així Nucèria fou repoblada i apareix més tard com una ciutat important amb un territori fins a la costa i Ciceró l'esmenta com una de les principals ciutats de Campània.
El seu territori fou assolat pel cap italià C. Papius a la Guerra Social (90 aC) i segons Luci Anneu Flor fou presa i saquejada. En acabar la guerra social els territoris de Nucera juntament amb altres 17 ciutats del sud foren adjudicats als veterans triumvirs.
El 73 aC va tornar a ser presa i saquejada però aquesta vegada per Espàrtac. El Liber Coloniarum diu que no fou colònia fins al temps d'August. Com a colònia romana va passar a dir-se Nuceria Constantia i pel que fa a les eleccions va quedar inscrita dins la tribu Menènia
L'any 54, en temps de Neró, es van adjudicar nous territoris a la colònia. Tàcit diu que cada ciutadà va rebre per aquesta ampliació, 400 sestercis quatre-or i 40.000.000 van fer cap a l'erari de la ciutat. Això va suposar un dur cop per la veïna Pompeia, que probablement havia perdut part de la seva terra agrícola a favor de la nova colònia. Poc després els colons de Nucéria i els de Pompeia es van enfrontar violentament.
La ciutat va seguir existint però ja no torna a ser esmentada fins al segle iv, als itineraris.

### Època medieval

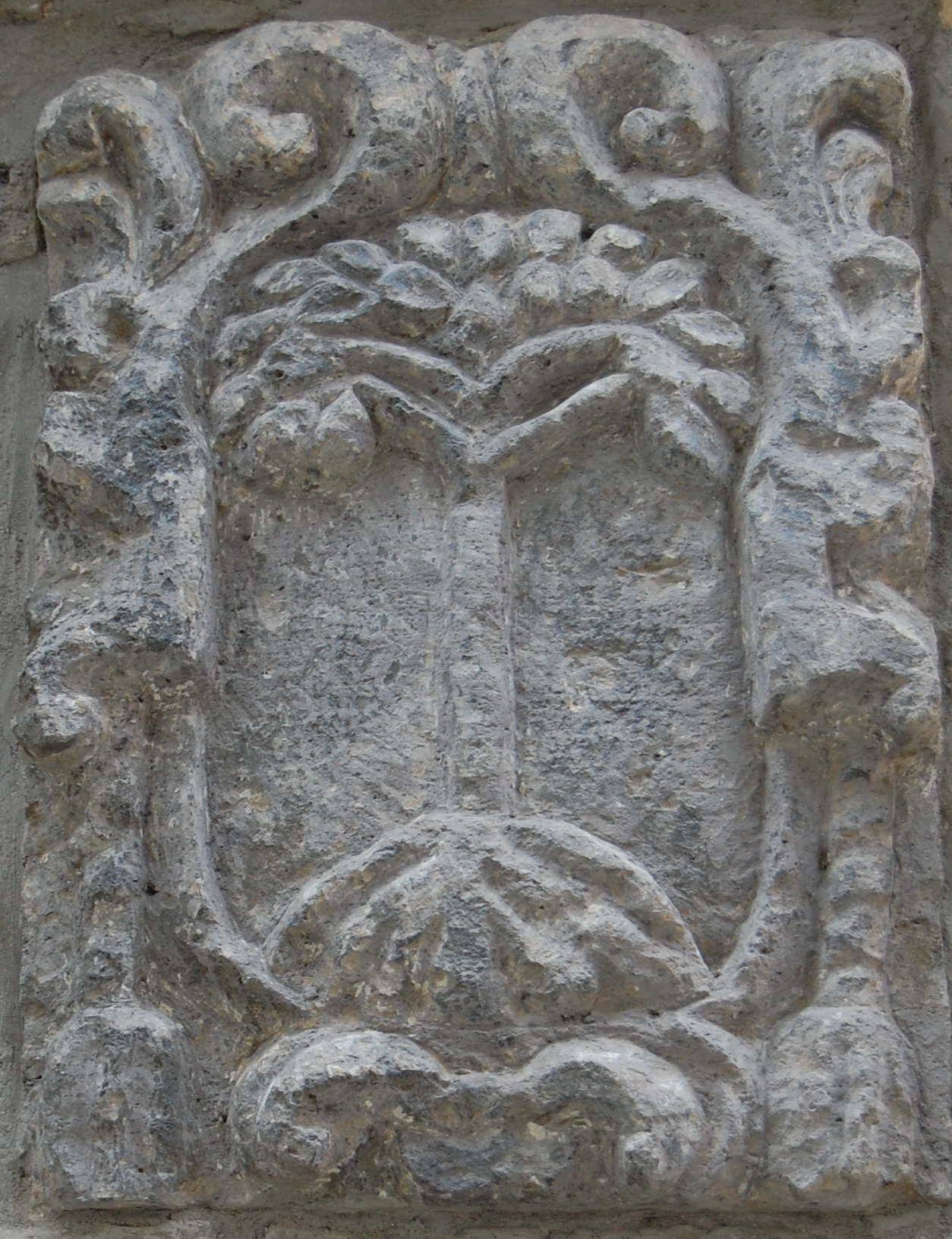
Escut heràldic de Nocera dei Pagani

El 533 es va lliurar prop de Nucèria, a la vora del riu Sarnus, la batalla decisiva (Batalla del Mont Lactari) entre el romà d'Orient Narses i el rei Teies que va posar fi a la monarquia ostrogoda. En aquesta època les muralles van perdre la seva funció defensiva i el territori municipal es va anar fragmentant, divisió que es conserva en l'actualitat pertanyent a diversos municipis: 
Al començament de l'època cristiana fou seu episcopal. L'any 601 va caure en poder dels Longobards. La productivitat agrícola que s'havia perdut amb els successius atacs es va reprendre gràcies a l'establiment d'un monestir anomenat Sant Màxim i Santa Sofia de Salerno. Per protegir aquests cultius de les incursions sarraïnes, al voltant de 984 neix la firmitas nova nucerina, que es desenvolupa com un castell al turó de Sant Andreu, al territori de Nocera Inferiore. Cap a l'any 1042 es va refer la defensa de la ciutat amb la construcció de dos punts de vigilància: Pucciani (Nocera Superiore i Castel San Giorgio) i la Rocca Apudmontem.
L'any 1112 Nucèria fou l'escenari d'una terrible batalla entre Roger II de Sicília i Rainulfo di Alife, els resultats de la qual van quedar sense importància, ja que el papa va coronar emperador a Lotari II. Més tard Ricard, cunyat de Robert Guiscard es va apropiar de les terres i van estar sota domini normand fins que va passar a mans dels sueus i va estar governada per Otó de Barchister
Modernament es va dir Nocera dei Pagani perquè el segle xiii hi foren establerts per l'emperador Frederic II colons sarraïns (considerats pagans).

### L'empresonament del papa

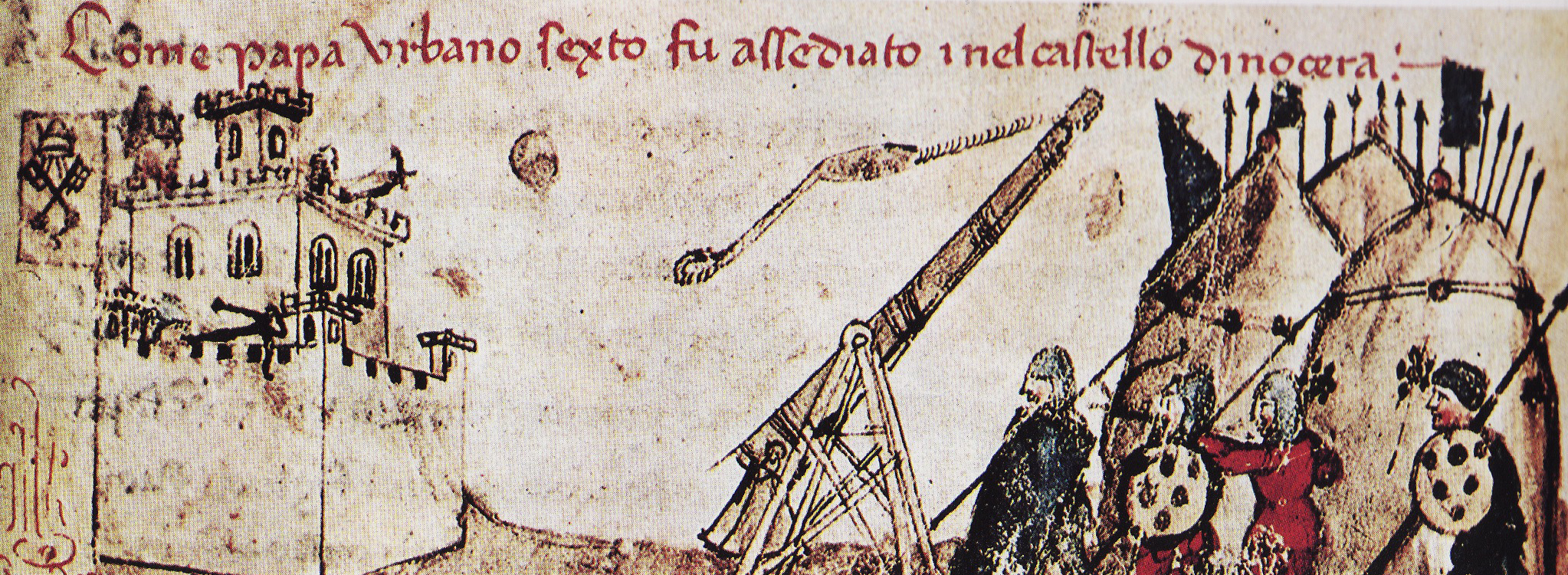
Urbà VI assetjat per Carles III al castell de Nucèria

Els cardenals francesos havien escollit papa a un napolità Bartolomeo Prignano (que va adoptar el nom d'Urbà VI), el qual desagradava als ciutadans romans (encara que havien clamat per l'elecció d'un papa italià). Així que una part dels cardenals va aprofitar l'oportunitat per deposar el papa per "mal caràcter" i van escollir en substitució a Climent VII, qui va posar la seva seu a Avinyó. Urbà no va acceptar la nova elecció i va continuar actuant com a papa. Com que la reina de Nàpols, Joana, s'havia declarat a favor de Climent, Urbà la va deposar i va nomenar en lloc seu a Carles de Durazzo descendent d'una altra branca de la família d'Anjou. Carles es va apoderar de Nàpols gràcies a un exèrcit finançat per Urbà i, a canvi, Carles va lliurar uns territoris a un nebot d'Urbà, Francesco Prignano, incloent el principat de Càpua, el ducat d'Amalfi i Nucèria. Però aquest nebot era de caràcter difícil i aviat es va enemistar amb Carles i amb la població. El 1385 el papa Urbà va anar en persona per posar pau, però fou empresonat al castell de Nucèria per les tropes de Carles III de Nàpols. Una colla de cardenals, reunits al convent de sant Francesc el van declarar capriciós i heretge, per tant volien sentenciar-lo a mort l'endemà, el 13 de gener, però el papa fou advertit pel cardenal Orsini i va fer venir tropes per auxiliar-lo. El setge va durar més de set mesos, i el Papa es va negar qualsevol acord proposat, amb l'esperança en l'ajuda que li va ser promesa pels genovesos i el Comte de Nola, Ramondello Orsino, natural de Nocera i cap del partit oposat al rei Carles. Finalment va aconseguir fugir cap a Sicília i des d'allà va marxar capa a Gènova. El 1388 va tornar a Roma on va morir l'any següent.

## Restes arqueològiques
Les restes de l'antiga Nucèria Alfatena ocupen una àrea de 1200 x 950 metres, amb carrers que es creuen en angle recte.

### Muralles

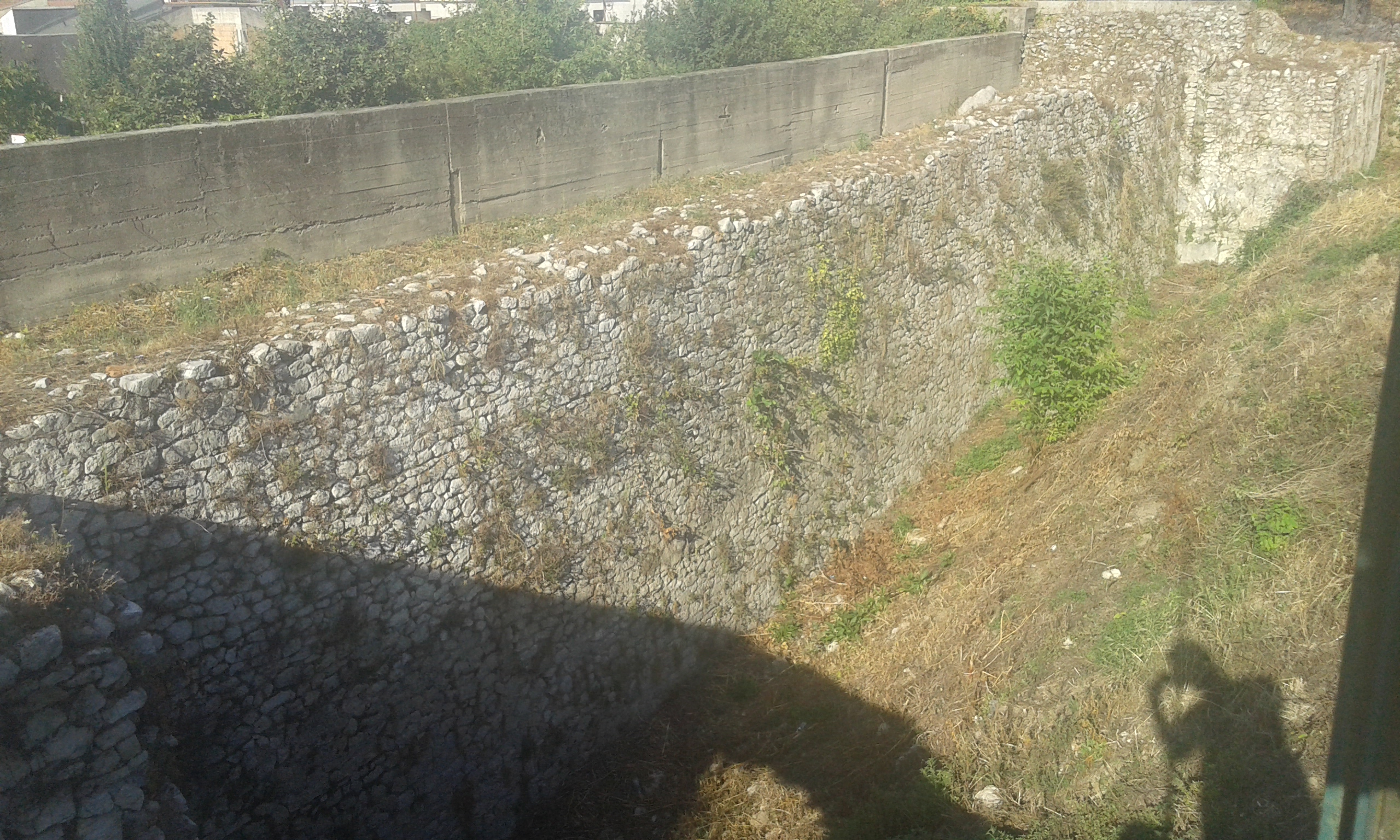
Tram de muralles a la localitat de Pucciano

Foren construïdes al segle ii aC. Tenen un gruix d'1,5 m, una alada de 5 m i una extensió de gairebé 12 m. Es conserven dues torres: la Nocera Superiore i la Cantina Vecchia, afegides en època medieval.

### El teatre

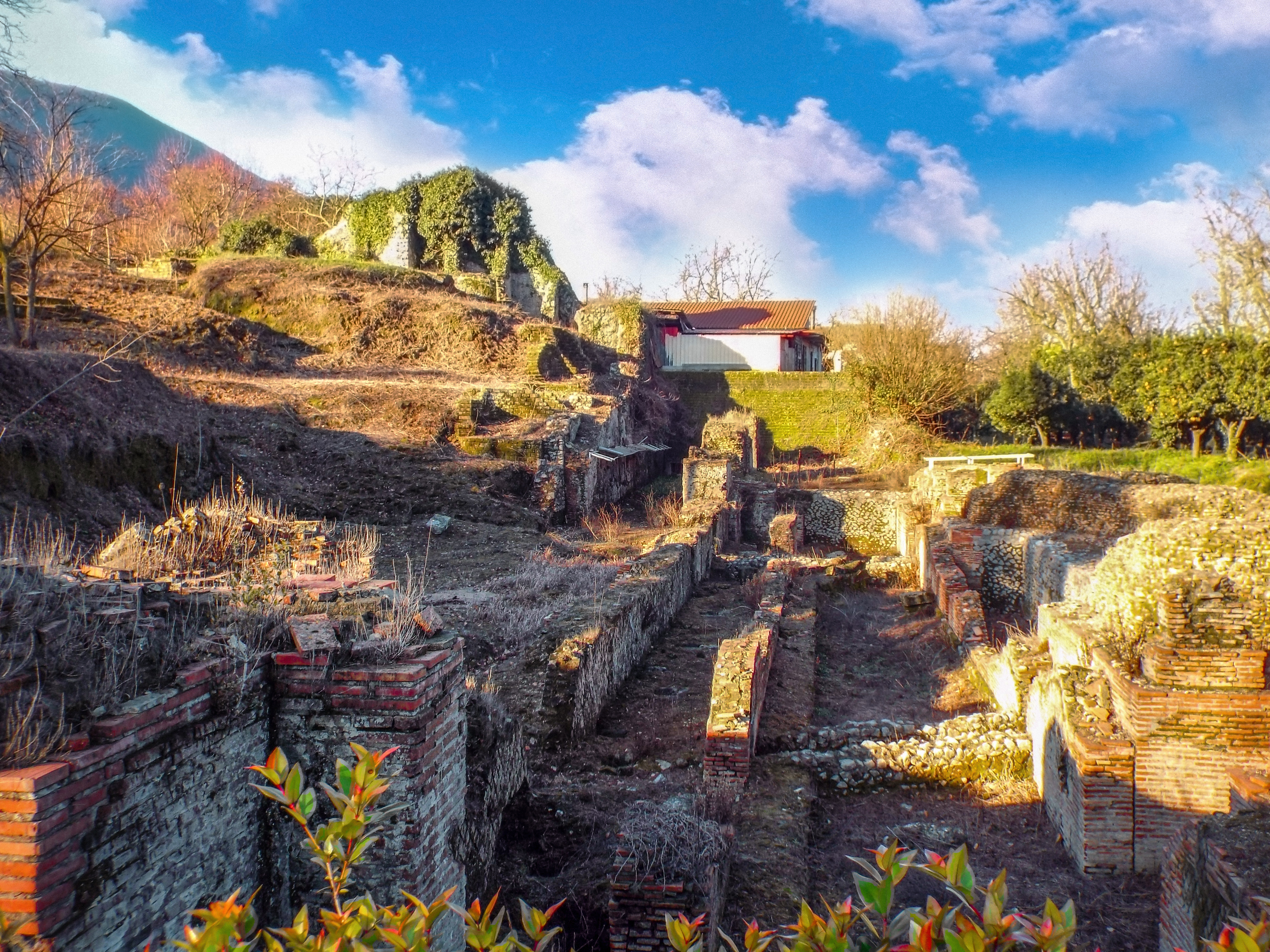
El teatre de Nuceria a la localitat de Pareti

És una construcció hel·lenístico-romana del segle ii aC, que fou desenterrat entre 1970 i 1980. Està adosat a la muralla, al costat de la porta nord. Al costat de l'orquestra hi havia un gimnasium i una palestra de l'època samnita. Al teatre es van fer obres de restauració per reparar els danys d'un terratrèmol l'any 79 que va anar seguit de l'erupció del Vesuvi. Adjacent al teatre hi ha les restes d'una necròpoli del segle Vi i es conserva una tomba amb la inscripció "Bruties Esum".

### L'Amfiteatre

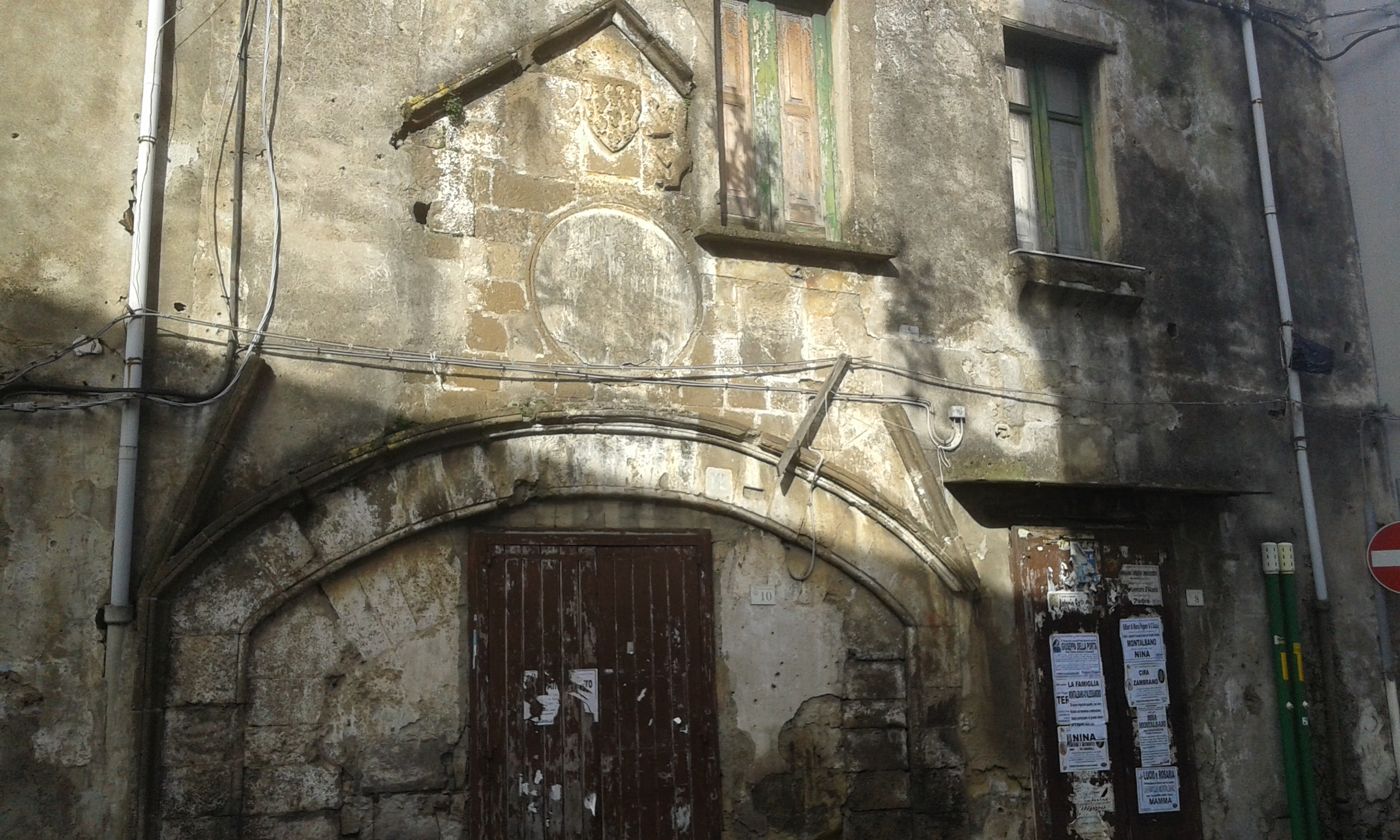
Porta de l’amfiteatre modificada a l’època medieval

L'any 1926 es van descobrir les restes d'un amfiteatre iniciat al segle I aC i acabat al segle I C. Es conserva el vomitori. Les seves dimensions feien 125m d'ample per 102m. A l'edat mitjana, els passadissos subterranis de l'amfiteatre es van confondre amb coves. De fet, encara avui el lloc on es troba aquesta estructura es diu Grotti.

### Termes
Recentment descobertes i encara en procés d'estudi.

### Baptisteri

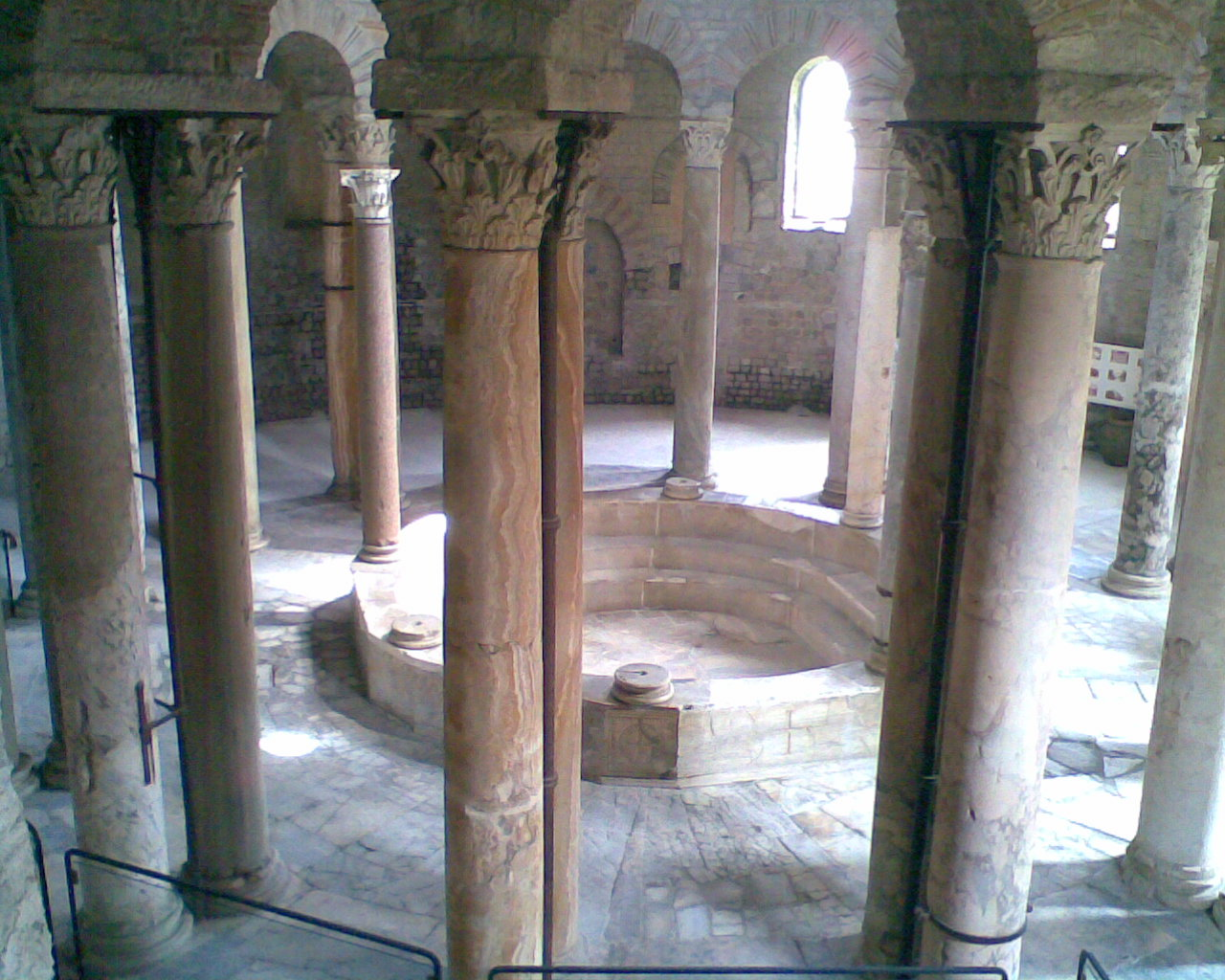
Interior del baptisteri paleocristià de Nucèria.

Es tracta duna construcció circular paleocristiana, aprofitant materials d'època romana. Forma art d'una església dedicada a santa Constança i era una rèplica del mausoleu que aquesta santa tenia a Roma. Aquest baptisteri el van edificar els romans d'Orient al segle VI. La piscina per al bateig és de marbre, fa 1,30m de diàmetre i està aixecada a 70 cm del paviment.

### Necròpoli de Pizzone

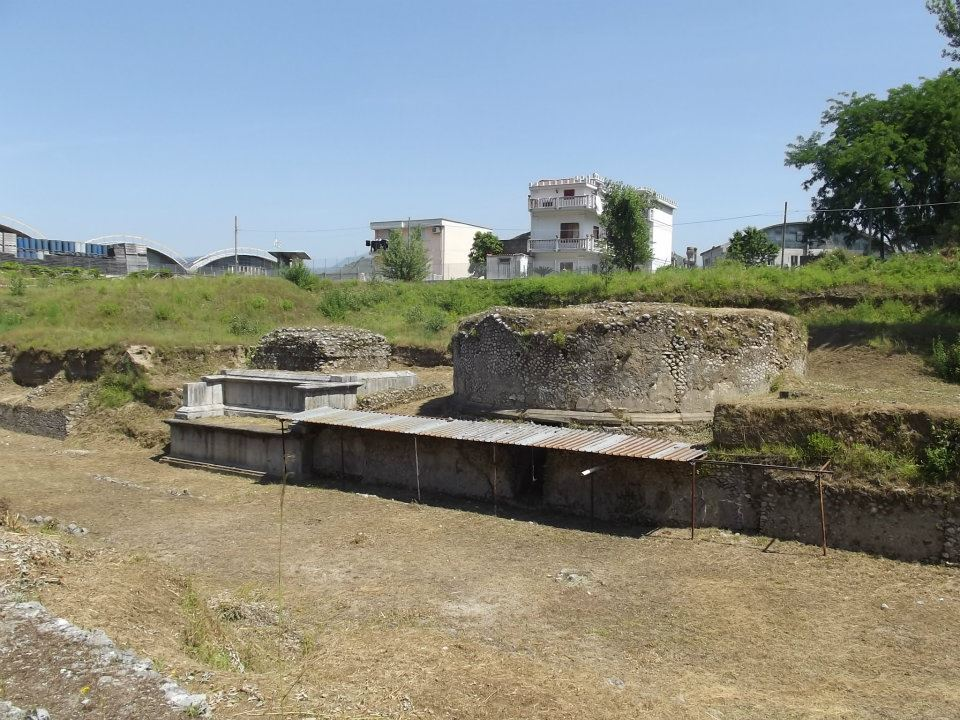
Necropoli de Pizzone

A 800m de la banda oriental de la muralla, seguint la direcció de l'antiga Via Popília, com era costum en aquell temps perquè els caminants, en sortir de la ciutat, poguessin llegir les inscripcions de les làpides. Unes excavacions realitzades entre el 1994 i el 1997 les van posar al descobert i daten del segle i. D'entre tots els monuments funeraris, destaca el túmul de la gens Numisia, el qual recorda el mausoleu d'August a Roma. També important és el mausoleu de la gens Cornèlia que s'assembla al Monument de Porta Marina a la ciutat d'Òstia amb la part inferior quadrada, muntada sobre un tolos. Una tercera construcció destacada, de planta quadrada, és el de la gens Lutatia.

### Necròpoli de sant Climent
És un conjunt de tombes relacionades amb la primera època imperial (segle I dC) i altres d'època tarda-romana (segles IV-V). També hi ha algunes troballes pertanyents a una fase anterior de l'època hel·lenística, encara poc explorades. Algunes inscripcions permeten fer llum sobre l'existència i les arrels d'una comunitat jueva a Nucèria.

### Necròpoli de la plaça del Corso

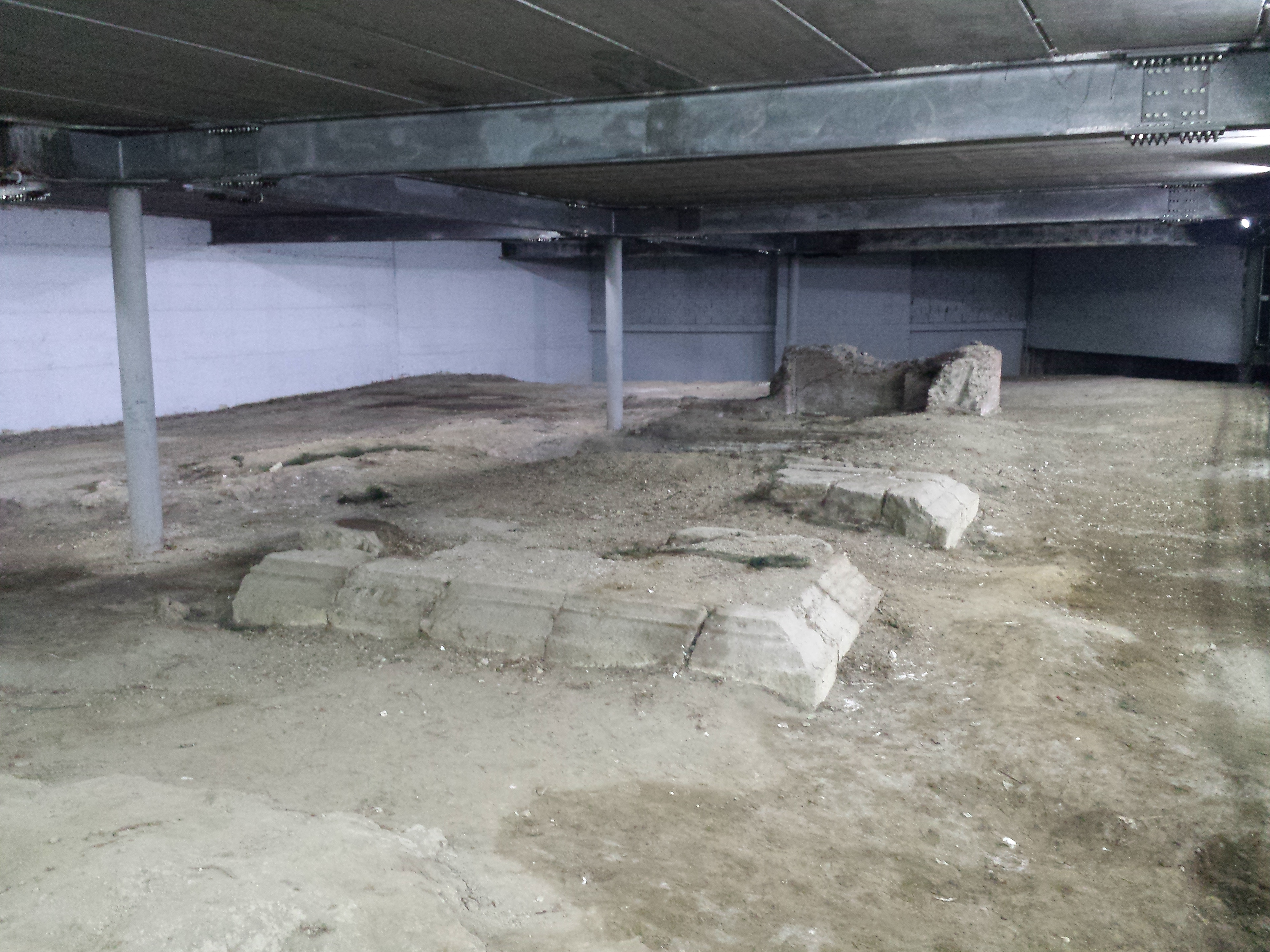
Necròpoli de la plaça del Corso, localitat sant Mateu

S'han trobat les restes d'una vil·la rústica del segle ii aC,parcialment amagada sota l'església de Sant Mateu. En l'època republicana a l'àrea hi havia un edifici sagrat que era una plataforma rectangular construïda amb blocs quadrats. Al segle iii de la nostra era, al recinte d'aquest temple pagà, un veterà de la Legió Gemina, potser convertit al cristianisme, va construir la seva tomba familiar. Actualment queda per investigar la necròpoli dels frares caputxins.

### Objectes
Els molts objectes trobats durants les excavacions es troben exposats al Museu Arqueològic de Napols. Una estàtua d'Atenea, que es trobava adossada a la muralla, datada de mitjan segle I dC i objectes de les necròpolis (excavacions del 1957) es conserven al Museu Arqueològic de l'Agro Nocerino a la localitat de Nocera Inferiore.